# Bowen Yang
Bowen Yang (sinh ngày 6 tháng 11 năm 1990) là nam diễn viên người Mỹ. Anh góp mặt trong đội ngũ biên kịch của Saturday Night Live (SNL, đài NBC) vào tháng 9 năm 2018, trước khi mùa thứ 44 của chương trình bắt đầu. Một năm sau, anh đảm nhận vai trò diễn viên trong mùa thứ 45. Năm 2021, Yang trở thành diễn viên đầu tiên từ SNL nhận đề cử giải Primetime Emmy.
Yang từng tham gia các phim và chương trình truyền hình Girls5Eva, Ziwe và The Other Two, Awkwafina Is Nora from Queens. Anh cũng được biết tới qua các phim điện ảnh hài lãng mạn LGBT Fire Island và Bros, cả hai đều phát hành năm 2022. Tháng 1 năm 2019, anh được tạp chí Forbes liệt kê trong danh sách 30 nhân vật nổi bật dưới 30 tuổi của ngành giải trí và Hollywood.

## Tiểu sử
Yang sinh ra tại thành phố Brisbane, bang Queensland, Úc trong một gia đình người Trung Quốc nhập cư năm 1986. Cha anh, Ruilin, lớn lên ở khu Nội Mông, còn mẹ anh là người Thẩm Dương, từng làm bác sĩ phụ khoa. Cả hai chuyến tới Brisbane để cha anh theo học ngành mỏ địa chất.
Năm anh 17 tuổi, cha anh phát hiện ra anh là người đồng tính khi vô tình thấy một cửa sổ chat trên máy tính ở nhà. Cha mẹ anh thất vọng và đưa anh đi trị liệu chuyển đổi. Anh cho biết mình đã phải chấp nhận vì nghĩ rằng nếu không làm theo, anh sẽ không được cha mẹ cho đi học Đại học New York.

## Danh sách phim

### Điện ảnh
| Năm  | Tên                                                  | Vai             | Ct            |
| ---- | ---------------------------------------------------- | --------------- | ------------- |
| 2019 | Isn't It Romantic                                    |                 | [ 15 ]        |
| 2020 | Cicada                                               | Hudson          | [ 16 ]        |
| 2022 | The Lost City                                        | Ray             | [ 17 ]        |
| 2022 | Fire Island                                          | Howie           | [ 18 ]        |
| 2022 | Bros                                                 | Lawrence Grape  | [ 19 ]        |
| 2022 | Night at the Museum: Kahmunrah Rises Again           | Ronnie          | Lồng tiếng    |
| 2023 | The Monkey King                                      | Dragon King     | Lồng tiếng    |
| 2023 | Dicks: The Musical                                   |                 | [ 22 ]        |
| 2023 | Please Don't Destroy: The Treasure of Foggy Mountain | Deetch Nordwind | [ 23 ]        |
| 2023 | Good Burger 2                                        | (Chính mình)    | [ 24 ]        |
| 2024 | The Tiger's Apprentice                               | Sidney          | Lồng tiếng    |
| 2024 | The Garfield Movie                                   | Nolan           | Lồng tiếng    |
| 2024 | Wicked                                               | Pfannee         | [ 26 ]        |
| 2025 | The Wedding Banquet                                  | Chris           | Đang sản xuất |
| 2025 | Wicked Part Two                                      | Pfannee         | Đang sản xuất |